# Biserica de lemn din Jucu de Jos

Biserica de lemn din Jucu de Jos, județul Cluj - fotografie publicată în anul 1905

Biserica de lemn din Jucu de Jos, era biserica parohială din satul cu același nume din comuna Jucu, județul Cluj, azi dispărută. Conform șematismelor bisericii greco-catolice biserica era construită în anul 1791 și era închinată Sfinților Arhangheli. Biserica, declarată monument istoric a fost înlocuită de o nouă biserică de zid construită începând cu anul 1924, fiind sființită de către P.S. Iuliu Hossu în 21 mai 1931. Din vechea biserică de lemn care neglijată fiind s-a distrus, se mai păstrau la începutul anilor '70 trei icoane și ușile împărătești. Istoria acestei biserici se împletește cu cea a protopopiatului Jucului care își avea sediul în această localitate dar și cu istoria familiilor Timandi și Bariuțiu, familii a căror reprezentanți s-au remarcat prin implicarea lor în viața religioasă, culturală și politică a românilor transilvăneni. În această biserică a slujit ca preot și George Barițiu, născut în Jucu de Jos.